# Hovorany
Hovorany är en ort i Tjeckien.   Den ligger i regionen Södra Mähren, i den sydöstra delen av landet, 230 km sydost om huvudstaden Prag. Hovorany ligger 193 meter över havet och antalet invånare är 2 232.
Terrängen runt Hovorany är platt. Runt Hovorany är det ganska tätbefolkat, med 192 invånare per kvadratkilometer. Närmaste större samhälle är Kyjov, 11,2 km nordost om Hovorany. Trakten runt Hovorany består till största delen av jordbruksmark.